# Cucurbita argyrosperma
Cucurbita argyrosperma är en gurkväxtart. Cucurbita argyrosperma ingår i släktet pumpor, och familjen gurkväxter.

## Underarter
Arten delas in i följande underarter:
- C. a. argyrosperma
- C. a. sororia
- C. a. callicarpa
- C. a. palmeri

## Bildgalleri

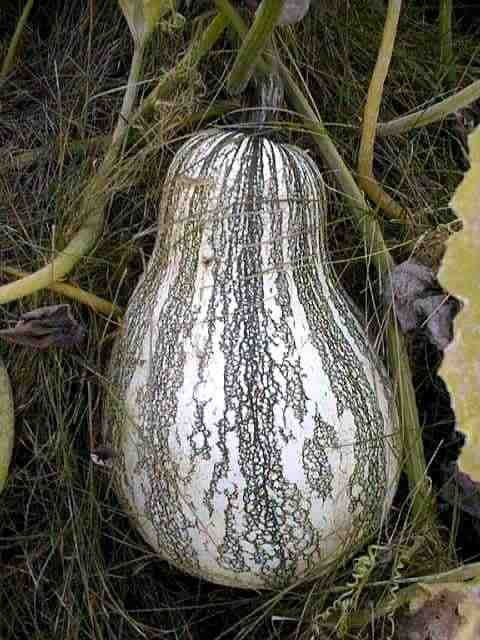
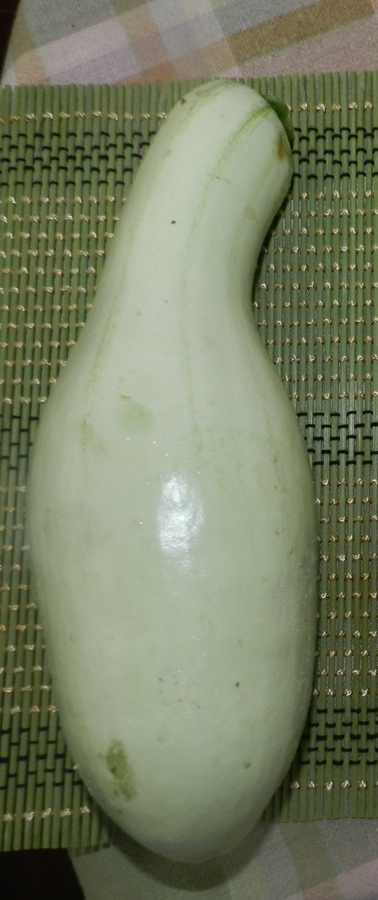
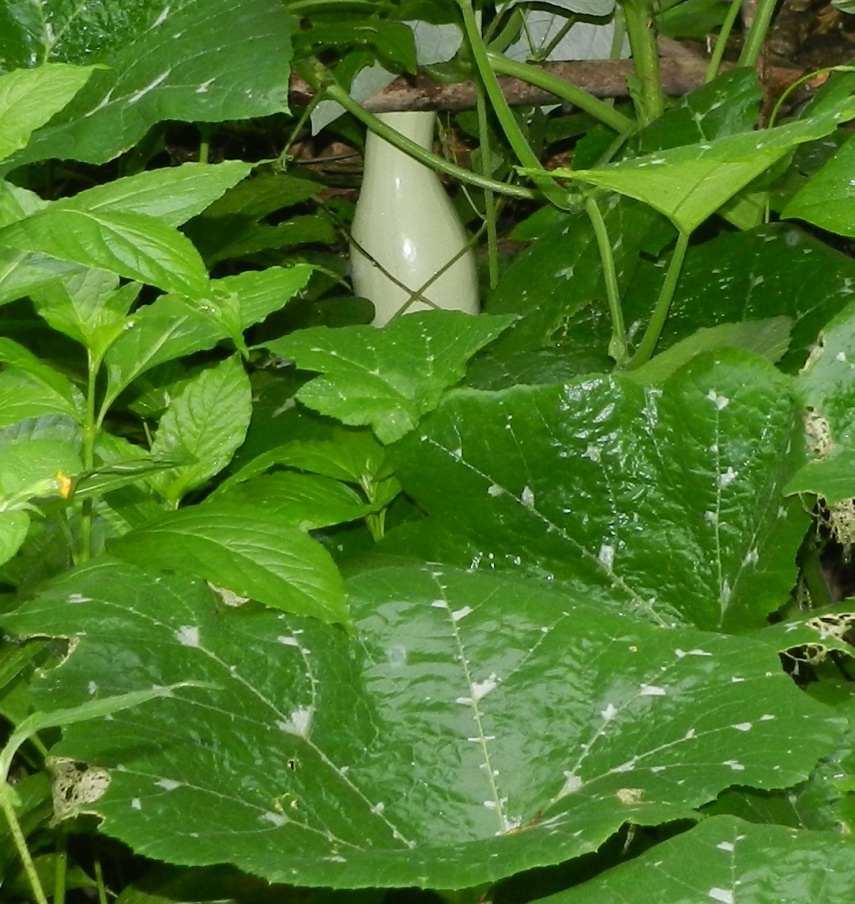
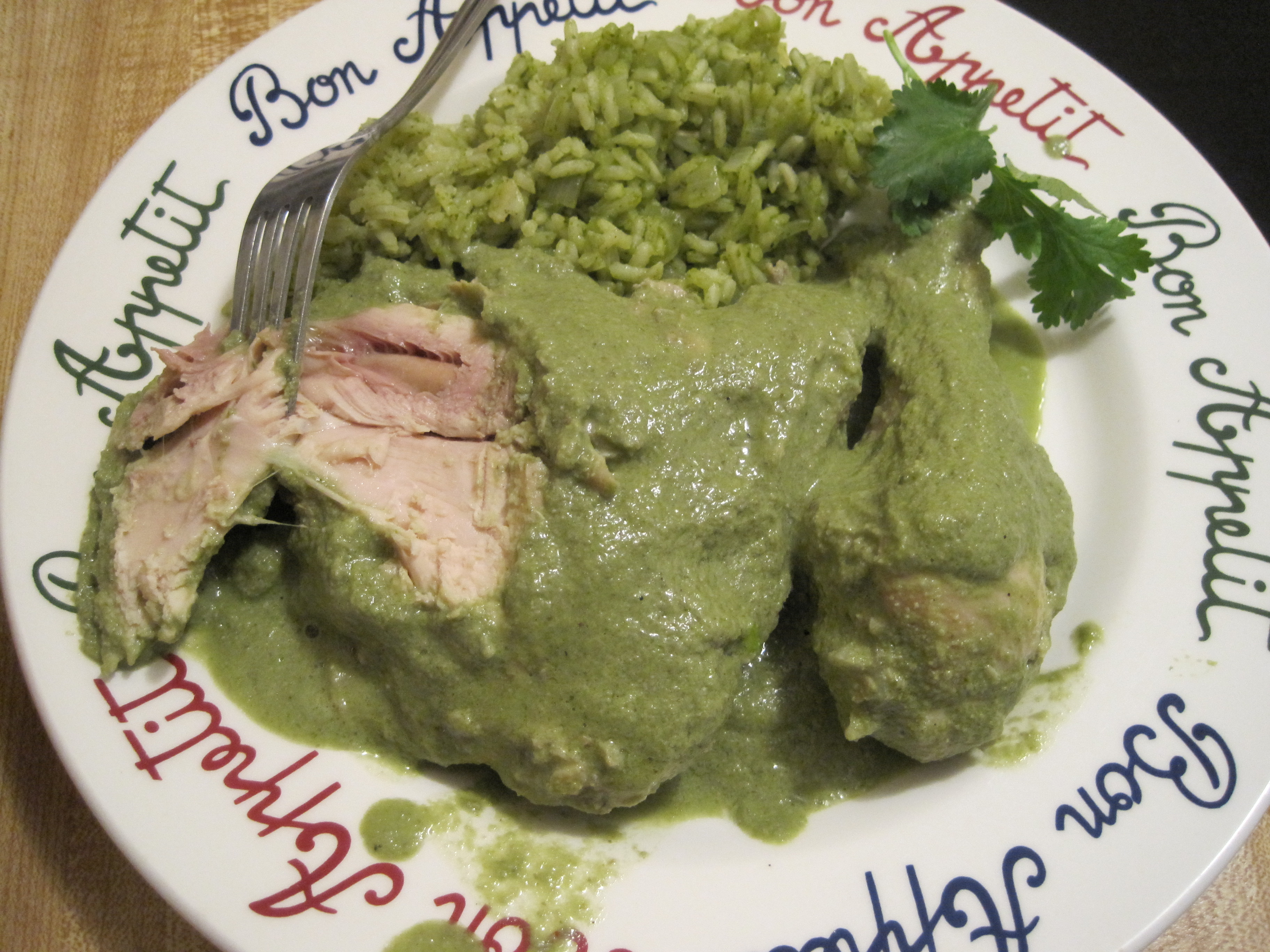
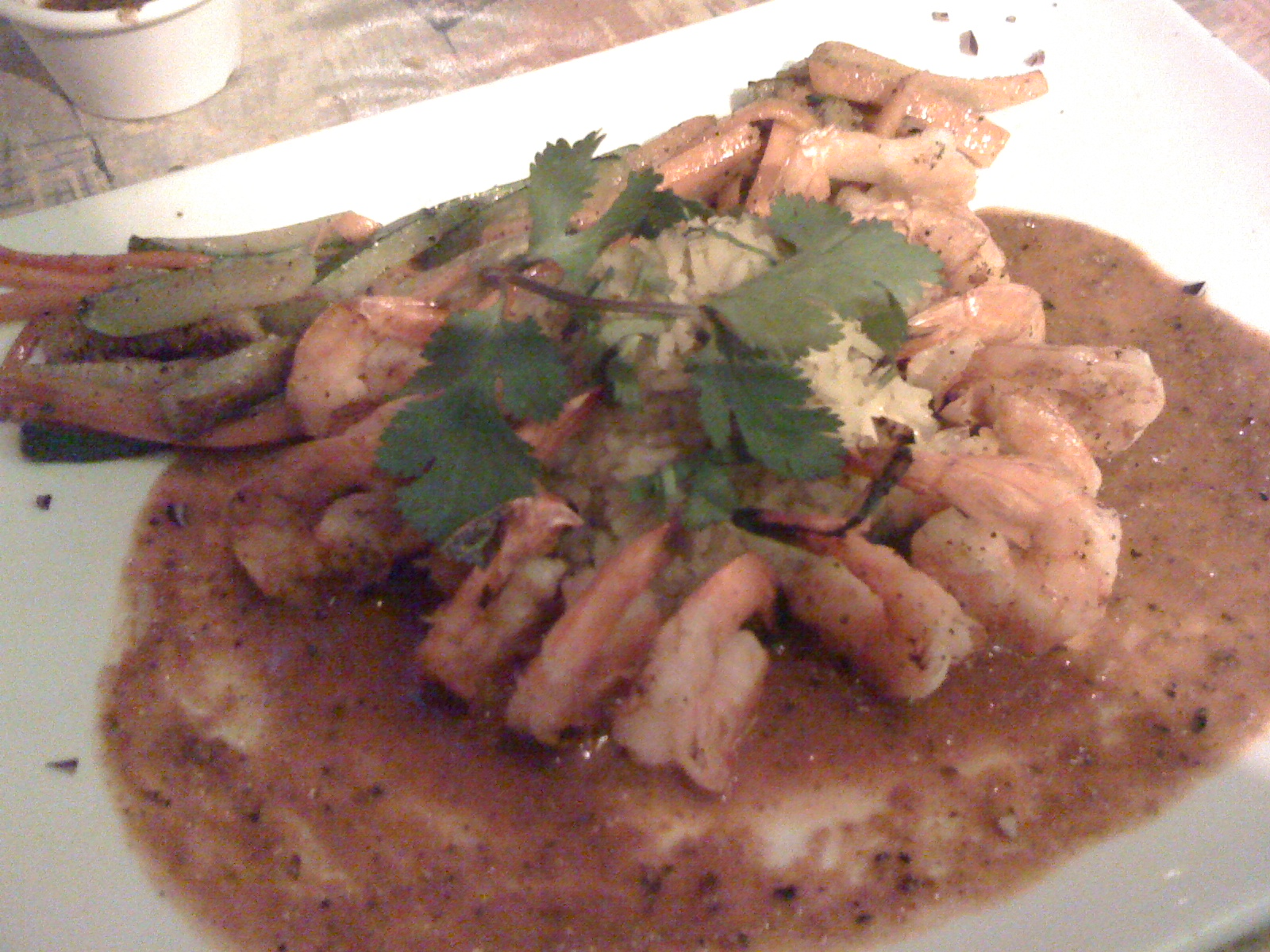
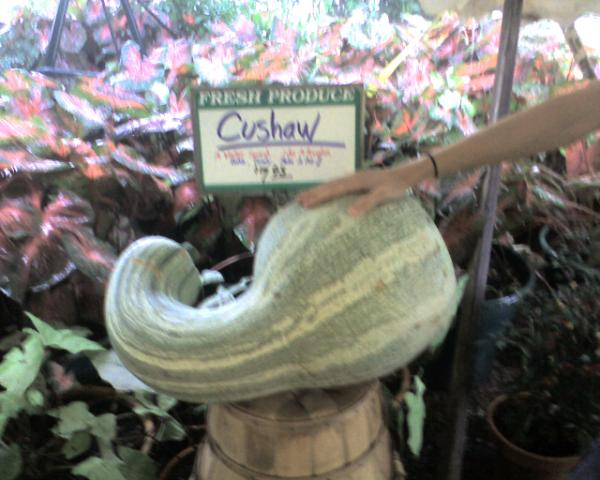